# ذخیره‌گاه طبیعی سیلما
ذخیره‌گاه طبیعی سیلما (انگلیسی: Silma Nature Reserve) یک ذخیره‌گاه طبیعی در شهرستان ویلیاندی، استونی است که در سال ۱۹۹۸ میلادی به ثبت رسیده و ۴۷۹۵ هکتار وسعت دارد.